# Traité de Hartford (1638)
Pour les articles homonymes, voir Traité de Hartford.
Le traité de Hartford est un traité signé le 21 septembre 1638 à Hartford dans l'État actuel du Connecticut entre les colons anglais de la colonie de la rivière et les nations amérindiennes qui ont combattu à leurs côtés lors de la guerre des Pequots, à savoir les Narragansetts et les Mohegans.

## Contexte
Le traité met officiellement un terme à la guerre et marque la fin de l'existence des Pequots en tant qu'entité politique indépendante. Les Pequots survivants sont répartis entre les Narragansetts et Mohegans et ne doivent plus désormais être appelés Pequots, tandis que leurs terres reviennent aux Anglais.
Le traité inclut également des dispositions visant à maintenir la paix entre les différentes parties signataires. Il stipule que les Narragansetts et les Mohegans doivent s'en remettre aux Anglais en cas de différend.

## Contenu
Les tribus Mohegan et Narragansett ainsi que les trois établissemnts anglais qui s'uniront au sein la colonie de la rivière Connecticut en 1639, ont participé au traité. Les prisonniers pequots survivants ont été divisés entre les tribus, avec un nombre indéterminé de captifs gardés par les colons de la Nouvelle-Angleterre
Les terres des Pequots sont allées aux villes de la rivière Connecticut(Wethersfield, Windsor et Hartford). L’autre caractéristique majeure de ce traité était d’interdire le nom Pequot. Tous les survivants seraient appelés à l’avenir Mohegans ou Narragansett. Aucune ville ou colonie Pequot ne serait autorisée. Ce traité a été signé le 21 septembre 1638.
La colonie de la baie du Massachusetts, qui avait également participé à l’alliance anti-Pequot, n’était pas partie au traité de Hartford. Cela a conduit à un différend entre le Massachusetts et le Connecticut, la colonie de la baie insistant sur le fait que le traité de Hartford usurpait ses droits sur les terres Pequot en vertu d’accords antérieurs avec les Narragansetts et les Mohegans.